# Коэффициент сдвига
Коэффицие́нт сдви́га — это параметр вероятностного распределения, имеющий специальный вид. Физически конкретное значение данного параметра может быть связано с выбором точки отсчёта шкалы измерения.

## Определение
Пусть дано параметрическое семейство вероятностных распределений, характеризованных их функцией вероятности или плотностью вероятности {\displaystyle f(x;b)}, где {\displaystyle b\in \mathbb {R} } — фиксированный параметр. Этот параметр называется коэффициентом сдвига, если имеет место представление:
{\displaystyle f(x;b)=f\left(x-b\right)},
где {\displaystyle f(x)} — фиксированная функция вероятности или плотность вероятности.

## Замечание
- Легко видеть, что если {\displaystyle f(x)} — функция или плотность вероятности случайной величины {\displaystyle X}, то {\displaystyle f(x;b)} соответственно функция или плотность вероятности случайной величины {\displaystyle X+b} для любого {\displaystyle b\in \mathbb {R} }.

## Пример
Пусть случайная величина {\displaystyle T_{C}} представляет собой температуру в градусах Цельсия, замеренную в результате некоторого эксперимента. Тогда случайная величина {\displaystyle T_{K}=T_{C}+273{,}15} означает ту же температуру, но в кельвинах. Если распределение {\displaystyle T_{C}} задаётся плотностью {\displaystyle f_{T_{C}}(t)}, то и {\displaystyle T_{K}} имеет плотность, и кроме того
{\displaystyle f_{T_{K}}(t)=f_{T_{C}}(t-273{,}15).}